# RS Group
RS Group plc (abans Electrocomponents plc) és un distribuïdor de productes industrials i electrònics amb seu a Londres, Anglaterra. Cotitza a la Borsa de Londres i forma part de l'índex FTSE 100.
L'empresa va ser fundada per JH Waring i PM Sebestyen com a Radiospares a Londres el 1937. Va subministrar als tallers de reparació de ràdio peces de recanvi : components electrònics de recanvi i components mecànics per a receptors i transmissors de ràdio. Quan els televisors es van fer populars, la companyia va afegir peces de televisió a la seva llista de productes. Al final de la Segona Guerra Mundial, l'empresa s'havia convertit en una gran empresa de distribució nacional. El 1954, els fundadors de Radiospares van ampliar el focus de l'empresa des de botigues i usuaris domèstics fins al sector industrial i van començar a vendre components electrònics als fabricants.
La companyia va ser cotitzada per primera vegada a la Borsa de Londres com a Electrocomponents el 1967. Va obrir un centre de distribució a Corby a Northamptonshire el 1984, va introduir un catàleg de CD-ROM i va obrir un centre de distribució a Nuneaton a Warwickshire el 1995, va llançar el seu propi lloc web de comerç electrònic el 1998 i va adquirir Allied Electronics, un distribuïdor amb seu als Estats Units, el 1999.
El 2010, les seves dues principals empreses operatives, RS Components i Allied Electronics, van llançar el programari de disseny de PCB d'ús gratuït, DesignSpark PCB. Aleshores, el 2012, RS Components i Allied Electronics es van convertir en dos dels principals fabricants i distribuïdors del Raspberry Pi.
El març de 2022, Electrocomponents plc va anunciar que canviaria de nom a RS Group plc a principis de maig de 2022.
RS Group plc és un proveïdor omnicanal de productes i serveis per a dissenyadors, constructors i mantenedors d'equips i operacions industrials, que dona servei a més d'1 milió de clients en més de 80 països. L'empresa distribueix més de 600.000 productes, inclosos components electrònics, elèctrics, d'automatització i control, i equips de prova i mesura, i eines d'enginyeria i consumibles, procedents de 2.500 proveïdors. L'empresa comercialitza amb les marques:
- RS Components - operacions a tot el món.[9]
- Allied Electronics - operacions a Amèrica del Nord.[10]
- OKdo: empresa tecnològica global centrada en SBC i IoT, que serveix a aficionats, empresaris, dissenyadors industrials i revenedors.[11]